# Presa Vista Alegre
La presa Vista Alegre, cercana a la ciudad de Zaraza, Venezuela, es una de sus reservas hídricas de gran magnitud, se encuentra en el estado Anzoategui, pero todos eso afluentes van a dar al río Unare, el cual pasa por la ciudad. Proyectándola con gran cantidad de reservas de agua potable, y riego para los campos.